# Masonic Temple (Fairbanks)
Der Freimaurertempel von Fairbanks ist ein historisches Veranstaltungs- und Ritualgebäude der Freimaurer nahe dem Chena River in der Innenstadt von Fairbanks, Alaska.

## Geschichte
Das Haus wurde 1906 im Stil der Neorenaissance errichtet und war erst Sitz der Tanana Commercial Company. Ab 1908 diente es als Versammlungsraum der Freimaurerloge Tanana No. 3, die das Gebäude käuflich erworben hatte. Im Jahr 1923 hielt der amerikanische Präsident Warren G. Harding auf den Stufen des Freimaurertempels eine Rede.
Am 3. Juni 1980 wurde das Bauwerk in das National Register of Historic Places aufgenommen.

## Architektur
Der Freimaurertempel ist aus Holz gebaut und zwei Etagen hoch. Die mit Blech verkleidete Fassade verleiht dem Haus den massiven Eindruck eines Backsteinbaus. Das Gesims ist mit schmalen Konsolen verziert, während ein Fries mit Feston den Abschluss bildet. Der Freimaurertempel ist ein regional einzigartiges Beispiel für die Neorenaissance, welche in den 1880er und 1890er Jahren in den restlichen Bundesstaaten außer Hawaii sehr verbreitet war.